# آندرس پاسترانا آرانگو
آندرس پاسترانا آرانگو (اسپانیایی: Andrés Pastrana Arango‎؛ زادهٔ ۱۷ اوت ۱۹۵۴) سیاست‌مدار اهل کلمبیا است. وی از ۷ اوت ۱۹۹۸ تا ۷ اوت ۲۰۰۲ رئیس‌جمهور این کشور بود.

## زندگی‌نامه
پاسترانا در ۱۷ اوت ۱۹۵۴ در بوگوتا، بزرگ‌ترین شهر کلمبیا، متولد شد. پدرش میسائل پاسترانا بوررو، که بعدها به عنوان بیست و سومین رئیس‌جمهور کلمبیا خدمت کرد، و مادرش ماریا کریستینا آرانگو وگا، بانوی اول سابق کلمبیا بود.